# John Harris Jr
 (avril 2020).
Si vous disposez d'ouvrages ou d'articles de référence ou si vous connaissez des sites web de qualité traitant du thème abordé ici, merci de compléter l'article en donnant les références utiles à sa vérifiabilité et en les liant à la section « Notes et références ».
John Harris Jr. (né en 1716 et mort le 29 juillet 1791 à Harrisburg en Pennsylvanie) est un commerçant et gérant d'un ferry le long du Susquehanna. Il donne un terrain au gouvernement de Pennsylvanie pour y faire construire un capitole. Il est le fils de John Harris Sr, considéré comme étant le premier immigré a établir un commerce le long du fleuve Susquehanna. 